# エラ (小惑星)
エラ (435 Ella) は小惑星帯に位置する小惑星。1898年9月11日、マックス・ヴォルフとアルノルト・シュヴァスマンがハイデルベルクで発見した。名前の由来は不明。